# Баленович, Симон
Симон Баленович (хорв. Šimun Balenović; 1835—1872) — хорватский священник, писатель

, поэт и педагог.

## Биография
Симон Баленович родился 21 октября (2 ноября) 1835 года в городе Крушчице. Посещал Классическую гимназию в Загребе, где изучал богословие и которую успешно окончил в 1855 году.
Получив богословское образование он стал священником и президентом хора духовной молодежи и редактором местной католического издания «Katolicke listy». Он изучал церковную историю и педагогику и стал автором стихотворения по случаю смерти Бана Йосипа Елачича в 1859 году, а также книги «История хорватского народа».
Самое крупное из его сочинений — «Hrvatska proiestnica» было издано Обществом Святого Иеронима в Загребе 1870 году. Также его перу принадлежат произведения: «Liturgika ili obvedoslovnica» (Загреб, 1862); «Molitvenica ili pjesmarica za uceću se miadeaž u viših zavodih» (1864).
Симон Баленович скончался 17 (29) мая 1872 года в городе в Загребе.